# Elvis Gregory
 Elvis Gregory Gil (ur. 18 maja 1971 w Hawanie) – kubański szermierz, trzykrotny medalista olimpijski i wielokrotny medalista mistrzostw świata.
Na igrzyskach olimpijskich w Barcelonie w 1992 roku reprezentacja Kuby w składzie: Guillermo Betancourt, Elvis Gregory, Oscar García, Tulio Díaz i Hermenegildo García zdobyła drużynowo srebrny medal. W zawodach indywidualnych zajął trzecie miejsce, plasując się za Francuzem Philippe'em Omnèsem i Serhijem Hołubyckim z WNP. Na rozgrywanych cztery lata później igrzyskach olimpijskich w Atlancie wspólnie z Oscarem Garcíą i Rolando Tuckerem zdobył brązowy medal w turnieju drużynowym. Indywidualnie był tym razem dziewiąty. Brał również udział w igrzyskach olimpijskich w Sydney w 2000 roku, zajmując siódme miejsce w zawodach drużynowych i dziewiąte w indywidualnych.
Podczas mistrzostw świata w Budapeszcie w 1991 roku wspólnie z Guillermo Betancourtem, Tulio Díazem, Oscarem Garcíą i Rolando Tuckerem zdobył złoty medal w zawodach drużynowych. W tej samej konkurencji Kubańczycy z Gregorym w składzie zdobyli następnie złoty medal podczas mistrzostw świata w Hadze (1995), srebrny na mistrzostwach świata w Kapsztadzie (1997) oraz brązowy na mistrzostwach świata w Nîmes (2001). Ponadto zdobył srebrny medal indywidualnie podczas mistrzostw świata w La Chaux-de-Fonds w 1998 roku (przegrywając w finale z Serhijem Hołubyckim) oraz brązowy na mistrzostwach świata w Hadze w 1995 roku (plasując się za Rosjaninem Dmitrijem Szewczenko i José Francisco Guerrą z Hiszpanii).
Zdobywał również: złoto drużynowo i srebro indywidualnie na igrzyskach panamerykańskich w Hawanie (1991), złoto drużynowo i indywidualnie na igrzyskach panamerykańskich w Mar del Plata (1995) oraz złoto drużynowo i srebro indywidualnie, a także srebro w szabli drużynowej na igrzyskach panamerykańskich w Winnipeg (1999).